# Rue de Fontarabie
Pour les articles homonymes, voir Fontarabie (homonymie).
La rue de Fontarabie est une voie du 20e arrondissement de Paris, en France.

## Situation et accès
La rue de Fontarabie est une voie publique située dans le 20e arrondissement de Paris. Elle débute rue de la Réunion et se termine au 135, rue des Pyrénées.

## Origine du nom
La rue de Fontarabie tire son nom du lieu-dit qui se situait non loin du même endroit au pied du cimetière du Père-Lachaise (alors Mont Saint-Louis) entre la rue de Bagnolet et la rue Alexandre-Dumas au niveau du mur des Fermiers généraux (actuel boulevard de Charonne), tel qu'attesté par les cartes de Roussel de 1731, Xavier Gérard (1843) et Théodore Lefevre (1881). Ce hameau avait été appelé ainsi pour célébrer le traité de 1659 entre la France et l'Espagne signé sur l'île des Faisans qui faisait partie jusqu'à sa signature de la ville espagnole de Fontarabie.

## Historique
Cette voie de l'ancienne commune de Charonne est indiquée sans aucun nom sur le plan de Jouvin de Rochefort de 1672.
En 1812, elle porte le nom de « rue Aumer ».
Elle est dénommée en 1844 comme voie de cette commune de la barrière de Fontarabie de l'enceinte des fermiers généraux (au croisement de l'actuel boulevard de Charonne avec la rue de Charonne) à la rue Saint-Germain, (actuelle rue Saint-Blaise) en croisant la rue du Château (actuelle rue Florian). Sa partie entre le boulevard de Charonne et l'emplacement de l'actuelle rue de la Réunion fut renommée rue de Bagnolet. Le tronçon de la rue Florian à la rue Saint-Blaise est supprimé dans les années 1850 par la construction de la ligne de Petite Ceinture puis le percement de la rue des Pyrénées.
Elle est classée dans la voirie parisienne en vertu du décret du 23 mai 1863.